# Namdapha-Gleithörnchen
Das Namdapha-Gleithörnchen (Biswamoyopterus biswasi) ist ein indisches Gleithörnchen. Es ist nur von einem einzigen Exemplar bekannt, das 1981 in Arunachal Pradesh gefunden und von dem indischen Biologen Subhendu Sekhar Saha beschrieben wurde. Seitdem wurde kein weiteres Exemplar dieser Art gefunden, unbestätigte Einzelsichtungen sind vorhanden.

## Merkmale
Das einzige untersuchte Individuum der Namdapha-Gleithörnchen hat eine Kopf-Rumpf-Länge von 40,5 cm und einen 60,5 cm langen Schwanz. Es ist damit ein vergleichsweise sehr großes Flughörnchen. Das Tier ist oberseits rotbraun mit weißgrauer Melierung, die Gleithäute sind oberseits glänzend mahagoni-rotbraun gefärbt. Der Kopf besitzt oberseits einen Fleck aus blass violett-grauer Behaarung, die Schnauzenregion ist ebenfalls rotbraun mit einem schwarzen Strich über der Nase. Die Ohren besitzen auffällige Haarbüschel. Die Bauchseite ist weiß bis weißgrau gefärbt, die Unterseite der Gleithäute rot-orange und besitzt im hinteren Bereich einen roten Streifen mit grauer Melierung. Der Schwanz ist am zylindrischen Ansatz unter dem sich zwischen den Oberschenkeln (interfemoral) spannenden Teil der hinteren Gleithaut rauchig-grau und geht daran anschließend zum Schwanzende in ein rötliches Braun über, die Spitze ist braun.
Wie alle Gleithörnchen hat es eine behaarte Gleithaut, die Hand- und Fußgelenke miteinander verbindet und durch eine Hautfalte zwischen den Hinterbeinen und dem Schwanzansatz vergrößert wird. Die Gleithaut ist muskulös und am Rand verstärkt, sie kann entsprechend angespannt und erschlafft werden, um die Richtung des Gleitflugs zu kontrollieren.
Äußerlich hat es eine große Ähnlichkeit mit einem Riesengleithörnchen (Petaurista), im Gegensatz zu diesem aber Ohrbüschel. Die Untersuchung des Gebisses ergab erhebliche Abweichungen von allen bekannten Gleithörnchen. Die Schneidezähne sind bei allen Gleithörnchen rot pigmentiert, nicht aber bei dieser Art. Auch der Zahnschmelz und die Größe der Backenzähne sind abweichend.

## Verbreitung

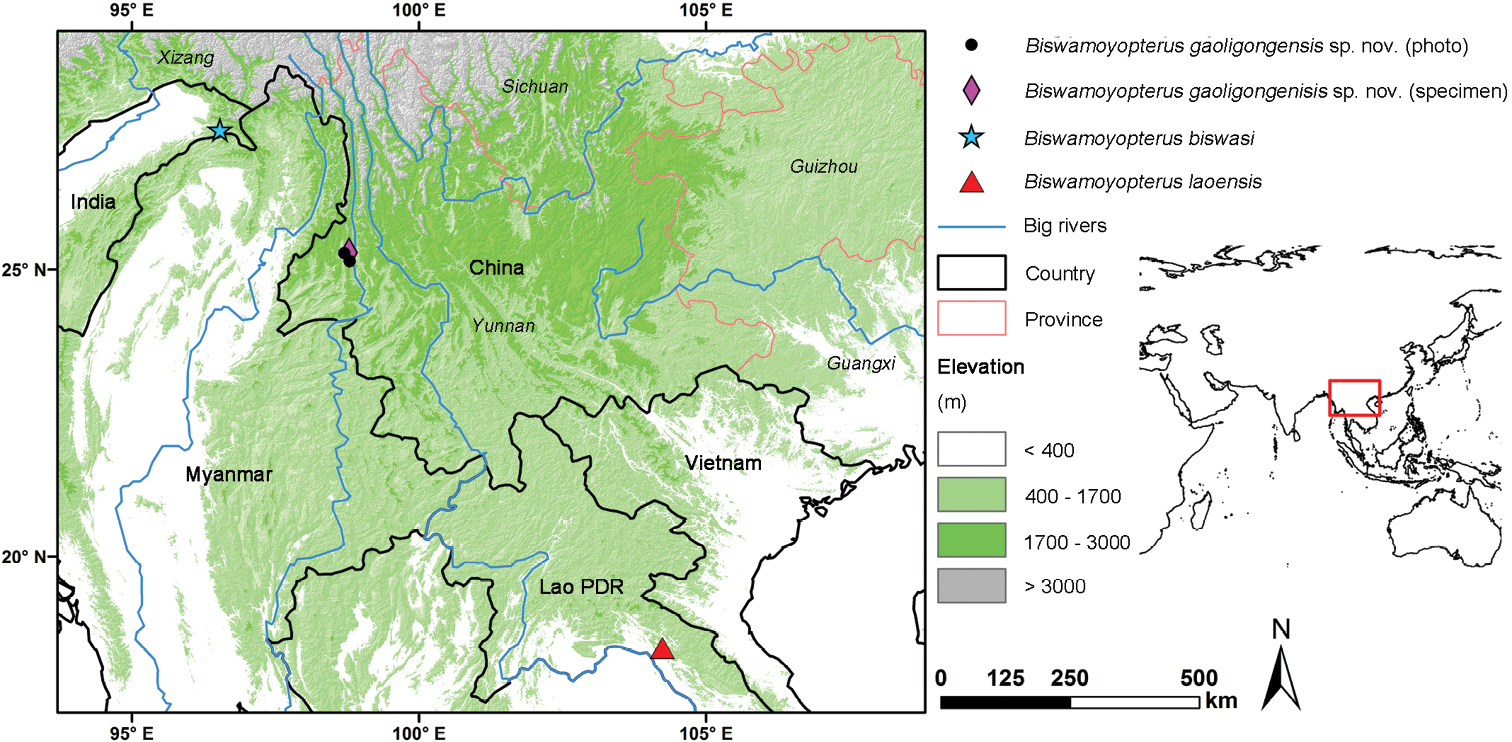
Fundorte der drei bekannten Biswamoyopterus-Arten; der Fundort des Namdapha-Gleithörnchens ist mit einem blauen Stern markiert.

Das Namdapha-Gleithörnchen ist bislang nur aus der Region der Erstbeschreibung bekannt, die sich im Namdapha-Nationalpark im westlichen Ausläufer des Patkai in Arunachal Pradesh in Ostindien befindet. Man geht davon aus, dass die Art nur in diesem Gebiet in einem einzigen Tal mit weniger als 100 km2 Fläche vorkommt.

## Lebensweise
Über die Lebensweise und Ökologie des Namdapha-Gleithörnchens liegen keine Daten vor. Der Lebensraum im Namdapha-Nationalpark liegt in einem Tal in einer Höhe von 100 bis 350 Metern und ist durch einen tropisch trockenen Laubwald mit Flusslauf geprägt. Wie andere Arten ist es wahrscheinlich baumlebend und nachtaktiv.

## Systematik
Das Namdapha-Gleithörnchen wird als eigenständige Art innerhalb der Gattung Biswamoyopterus eingeordnet, die bis 2013 nur aus dieser einen Art bestand. Die wissenschaftliche Erstbeschreibung der Art und der Gattung stammt von dem indischen Zoologen Subhendu Sekhar Saha aus dem Jahr 1981 anhand eines Individuums aus der Region im Namdapha-Nationalpark im Tirap-Distrikt in Arunachal Pradesh Indien. Saha benannte sowohl die Gattung wie auch die Art nach dem indischen Zoologen und Naturschützer Biswamoy Biswas, der die Expedition, bei der die Art entdeckt wurde, geleitet hat.
2013 wurde mit dem Laos-Gleithörnchen (Biswamoyopterus laoensis) eine zweite Art der Gattung Biswamoyopterus aus dem zentralen Laos beschrieben und 2019 folgte mit Biswamoyopterus gaoligongensis die Beschreibung einer dritten Art aus dem Gaoligong Shan in China.
Innerhalb der Art keine Unterarten unterschieden.

## Bestand, Gefährdung und Schutz
Die IUCN hat dieses Hörnchen als vom Aussterben bedroht („critically endangered“) gelistet. Da es so selten gesehen und bislang nur einmal 1981 wissenschaftlich dokumentiert wurde, wird angenommen, dass es ein winziges Verbreitungsgebiet von weniger als 100 km2 bewohnt und die Population sehr klein ist. Neben der Erstbeschreibung wurden bislang nur zwei weitere, unbestätigte Sichtungen dokumentiert.
Als potenzielle Gefährdungsursache wird vor allem die illegale Bejagung als Fleischlieferant angenommen. Hinzu kommt ein genereller Lebensraumverlust bei extremen Regenfällen (Monsun) durch Überflutungen und Erdrutsche. Es wird zudem angenommen, dass die Art empfindlich auf Störungen regiert und durch Holzeinschlag oder der Umwandlung von Waldgebieten in landwirtschaftliche Flächen verdrängt werden könnte.

## Belege
1. 1 2 3 4 5 6  J.L. Koprowski, E.A. Goldstein, K.R. Bennett, C. Pereira Mendes: Namdapha Flying Squirrel Biswamoyopterus biswasi. In: Don E. Wilson, T.E. Lacher, Jr., Russell A. Mittermeier (Hrsg.): Handbook of the Mammals of the World: Lagomorphs and Rodents 1. (HMW, Band 6) Lynx Edicions, Barcelona 2016, ISBN 978-84-941892-3-4, S. 769.
2. 1 2 3 4 5 6  Richard W. Thorington Jr., John L. Koprowski, Michael A. Steele: Squirrels of the World. Johns Hopkins University Press, Baltimore MD 2012; S. 89–90. ISBN 978-1-4214-0469-1
3. 1 2 3  Subhendu Sekhar Saha: A new Genus and a new species of flying squirrel (Mammalia: Rodentia: Sciuridae) from northeastern India, Bulletin of the Zoological Survey of India 4, 1981. (PDF)
4. ↑  Ronald M. Nowak: Walker's Mammals of the World. 2 Bände. 6. Auflage. Johns Hopkins University Press, Baltimore MD u. a. 1999, ISBN 0-8018-5789-9.
5. 1 2 3  Don E. Wilson & DeeAnn M. Reeder (Hrsg.): Biswamoyopterus biswasi in Mammal Species of the World. A Taxonomic and Geographic Reference (3rd ed).
6. ↑  Daosavanh Sanamxay, Bounsavane Douangboubpha, Sara Bumrungsri, Sysouphanh Xayavong, Vilakhan Xayaphet, Chutamas Satasook, Paul J. J. Bates: Rediscovery of Biswamoyopterus (Mammalia: Rodentia: Sciuridae: Pteromyini) in Asia, with the description of a new species from Lao PDR. In: Zootaxa. Bd. 3686, Nr. 4, 15. Juli 2013, S. 471–481, doi:10.11646/zootaxa.3686.4.5.
7. ↑  Quan Li, Xue-You Li, Stephen M. Jackson, Fei Li, Ming Jiang, Wei Zhao, Wen-Yu Song, Xue-Long Jiang: Discovery and description of a mysterious Asian flying squirrel (Rodentia, Sciuridae, Biswamoyopterus) from Mount Gaoligong, southwest China. ZooKeys 864, 2019; S. 147–160. doi:10.3897/zookeys.864.33678.
8. 1 2 3  Biswamoyopterus biswasi in der Roten Liste gefährdeter Arten der IUCN 2014.2. Eingestellt von: S. Molur, 2008. Abgerufen am 9. August 2014.